# بیروکان

## جمعیت
این روستا در دهستان خواجه‌ای قرار دارد و براساس سرشماری مرکز آمار ایران در سال ۱۳۸۵، جمعیت آن 800 نفر (200خانوار) بوده‌است.

## تاریخچه
مردم بیروکان از کهن‌ترین ساکنین منطقه کوهمره سرخی می‌باشند.قلعه‌های قدیمی در نزدیکی این روستاها به چشم می‌خورند...
این روستا دارای دو امامزاده است  که نام محلی آنها پیر بی شک... و شاهزاده محمد می‌باشد با مدیریت امام خلیفه  همچنین این روستای دارای دو مدرسه ابتدایی(هدایت) و راهنمایی می‌باشد  مردم این روستا مردمانی فوق العاده دلگرم، مهربان و مهمان نواز می‌باشند. شغل مردم روستای بیروکان دامداری، کشاورزی به صورت دیم (دیم‌کاری یا کشت دیمی نوعی کشاورزی مخصوص مناطق خشک است که در آن تنها بارش‌های آسمانی تأمین‌کننده آب مورد نیاز کشتزار و زمین کشاورزی هستند.) می‌باشد .
بدون منبع

## آب و هوا
آب و هوای این روستا نسبت به روستاهای همجوار بسیار عالی و خنک و معتدل می‌باشد  البته ناگفته نماند که زمستان این روستا بسیار سرد و با بارش برف شدید همراه است البته در سال‌های اخیر به دلیل خشکسالی این روند کند تر و هوا رو به گرمی رفته است.باران نعمتی است که کماکان این روستا را بدرود نگفته است و همچنان روحیه مردم این روستا را زنده نگه داشته‌است

## مهاجرت
متأسفانه این روستا به دلیل نداشتن امکانات باعث شده‌است تا مردم روستا به خصوص جوانان از این روستا به سمت شهر کوچ کنند و روز به روز از جمعیت آن کاسته می‌شود. ولی با وجود اینترنت و شبکه های وای فای و بعد از همه گیری بیماری خطرناک کرونا خیلی از افراد به روستا برگشته اند.